# Suzuki SX4 WRC
La Suzuki SX4 WRC è una variante da competizione della Suzuki SX4, costruita dal team Suzuki World Rally per partecipare al campionato del mondo rally 2007 e 2008.

## Descrizione

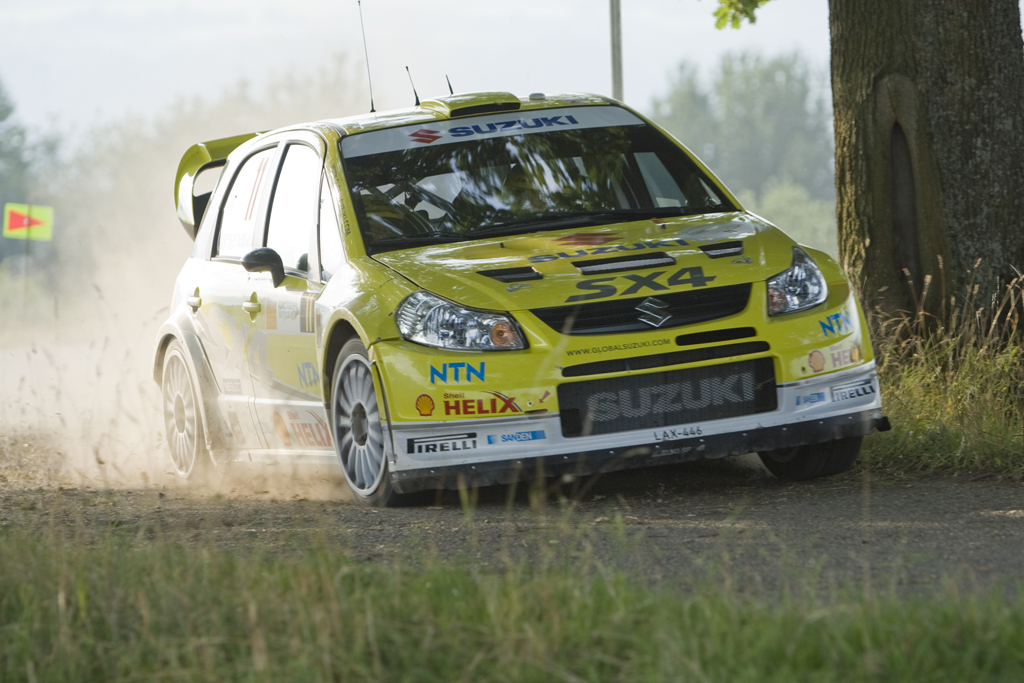
Toni Gardemeister su una Suzuki SX4 WRC al Rally di Germania 2008

Annunciata al salone di Ginevra 2006, è equipaggiata con un motore turbo da 2 litri creato sulla base dell'ultima versione della motorizzazione J-20A. Dopo varie modifiche e aggiornamenti il J20 erogava, grazie al turbo, 320 CV tra i 4000-4500 giri e 590 Nm di coppia a 3500 giri al minuto. La massa complessiva del veicolo si attestava sui 1230 kg. Dal punto di vista frenante, la vettura è dotata di freni a dischi sull'asse anteriore dal diametro di 370 mm a 8 pistoncini. La vettura è stata progettata dall'ingegnere francese Michel Nandan, che aveva in precedenza già progettato la Peugeot 206 WRC.
La vettura ha debuttato nel Campionato del Mondo Rally con al volante i piloti Toni Gardemeister e Per-Gunnar Andersson.
Il 15 dicembre 2008, la Suzuki ha annunciato il ritiro dal World Rally Championship.